# Alan John Keefe Pigott
Alan John Keefe Pigott, britanski general, * 4. julij 1892, † 2. december 1969.